# Pfitsch
Pfitsch (italià Val di Vizze) és un municipi italià, dins de la província autònoma de Tirol del Sud. És un dels municipis del districte i vall de Wipptal. L'any 2007 tenia 2.748 habitants. Comprèn les fraccions de Kematen (Caminata), St.Jakob (San Giacomo) i Wiesen (Prati). Limita amb els municipis de Brenner, Freienfeld, Mühlbach, Mühlwald, Sterzing, Vintl, Finkenberg (Àustria), Gries am Brenner (Àustria) i Vals (Àustria).

## Situació lingüística
| Pertinença lingüística (cens 2001) | 90,38% alemany |
| Pertinença lingüística (cens 2001) | 9,29% italià   |
| Pertinença lingüística (cens 2001) | 0,33% ladí     |

## Administració

Territori comunal

| Període   | Identitat     | Partit |
| --------- | ------------- | ------ |
| 1945-1977 | Johann Bacher | SVP    |
| 1977-2000 | Johann Pupp   | SVP    |
| 2000-     | Johann Frei   | SVP    |